# Sharks (álbum)
Sharks es el décimo sexto álbum de estudio de la banda británica de hard rock y heavy metal UFO, publicado en 2002 por el sello Shrapnel Records. Además, es el último disco con el guitarrista Michael Schenker y con el baterista Aynsley Dunbar quienes se retiraron de la banda luego de la gira promocional. A pesar de que algunas canciones siguieron los pasos de las composiciones de los álbumes Lights Out y Obsession, obtuvo poca resonancia en las listas musicales.
Para el mercado japonés fueron incluidos como pistas adicionales tres temas grabadas en vivo.

## Lista de canciones
| N.º | Título                       | Escritor(es)            | Duración |  |
| 1.  | «Outlaw Man»                 | Mogg, Way               | 4:03     |  |
| 2.  | «Quicksilver Rider»          | Mogg, Schenker          | 4:09     |  |
| 3.  | «Serenity»                   | Mogg, Schenker          | 6:24     |  |
| 4.  | «Deadman Walking»            | Mogg, Schenker          | 4:33     |  |
| 5.  | «Shadow Dancer»              | Mogg, Schenker, Fontano | 4:48     |  |
| 6.  | «Someone's Gonna Have a Pay» | Mogg, Way               | 5:31     |  |
| 7.  | «Sea of Faith»               | Mogg, Schenker, Fontano | 5:51     |  |
| 8.  | «Fighting Man»               | Mogg, Way               | 4:32     |  |
| 9.  | «Perfect View»               | Mogg, Schenker, Fontano | 4:08     |  |
| 10. | «Crossing Over»              | Mogg, Schenker          | 4:49     |  |
| 11. | «Hawaii»                     | Schenker                | 0:43     |  |

| Pistas adicionales solo para Japón |                                  |          |  |
| N.º                                | Título                           | Duración |  |
| 1.                                 | «Only You Can Rock Me» (en vivo) |          |  |
| 2.                                 | «Too Hot to Handle» (en vivo)    |          |  |
| 3.                                 | «Rock Bottom» (en vivo)          |          |  |

## Músicos
- Phil Mogg: voz
- Michael Schenker: guitarra líder
- Pete Way: bajo
- Aynsley Dunbar: batería
- Kevin Carlson: teclados (músico de sesión)